# Sefophe
Sefophe is een dorp in het district Central in Botswana. De plaats telt 6062 inwoners (2011).